# Erik Brandt (konstnär)
Erik Brandt, född 16 augusti 1901 i Malmö Karoli församling, Malmö, död 23 september 1987 i Åstorp, Björnekulla församling,  Kristianstads län, var en svensk konstnär.
Han var son till lantbrevbäraren Alexander Brandt och Nanna Nordberg och från 1931 gift med Ingeborg Persson. Brandt var som konstnär autodidakt och bedrev självstudier under resor till Paris, Normandie och Bretagne. Han medverkade i samlingsutställningar i Halmstad, Helsingborg, Trelleborg och Klippan samt med Skånes konstförening. Hans konst består av stilleben, figursaker och barnbilder i olja och vaxkrita. Makarna Brandt är begravda på Kvidinge kyrkogård.

### Övriga källor
- Svenskt konstnärslexikon del I sid 233, Allhems Förlag, Malmö.
- Svenska konstnärer, Biografisk handbok, Väbo förlag, 1987,sid 76, ISBN 91-87504-00-6
- Erik Brandt på Gravar.se